# Georges Béguet
Pour les articles homonymes, voir Béguet.
Georges Pierre Louis Béguet, né à Alger le 27 janvier 1884 et mort le 22 décembre 1950 à Boufarik, est un sculpteur français

## Biographie
Élève de Charles Cordier, membre de la Société des artistes français, Grand Prix artistique de l'Algérie (1924), Georges Béguet obtient une médaille de bronze au Salon des artistes français de 1925.
Professeur à l'École des beaux-arts d'Alger, il a formé, entre autres, Georges Hilbert, Paul Belmondo et André Greck.
On lui doit des statues ainsi que des Monuments aux morts tel celui le bronze de celui de Maison-Carrée (1924).

## Pour approfondir